# Alyssum erosulum
Alyssum erosulum là một loài thực vật có hoa trong họ Cải. Loài này được Gennari & Pestal. ex Clem. mô tả khoa học đầu tiên năm 1855.